# Нейн (аэропорт)
Аэропорт Нейн (англ. Nain Airport) — канадский аэропорт, расположенный в 1 километре к северо-востоку от поселения Нейн на берегу залива Юнити-Бей в провинции Ньюфаундленд и Лабрадор.

## Характеристики
Аэродром не оборудован светосигнальным оборудованием, приём и выпуск самолётов ограничен светлым временем суток.
Взлетно-посадочная полоса с гравийным покрытием была построена в 80-х годах. Её длина всего 605 метров — это самая короткая полоса на северном побережье Канады. Также она является и одной из самых сложных для местных пилотов, в том числе из-за погодных условий.
В аэропорту часто дуют сильные ветра. Погода изменяется очень быстро.
В 2018 году завершился анализ текущего состояния аэропорта и было решено, что дальнейшее развитие на этом месте нецелесообразно — необходимо строить альтернативный аэропорт. Выбор места строительства и проработка прочих деталей может продлится более двух лет.

## Авиакомпании и направления

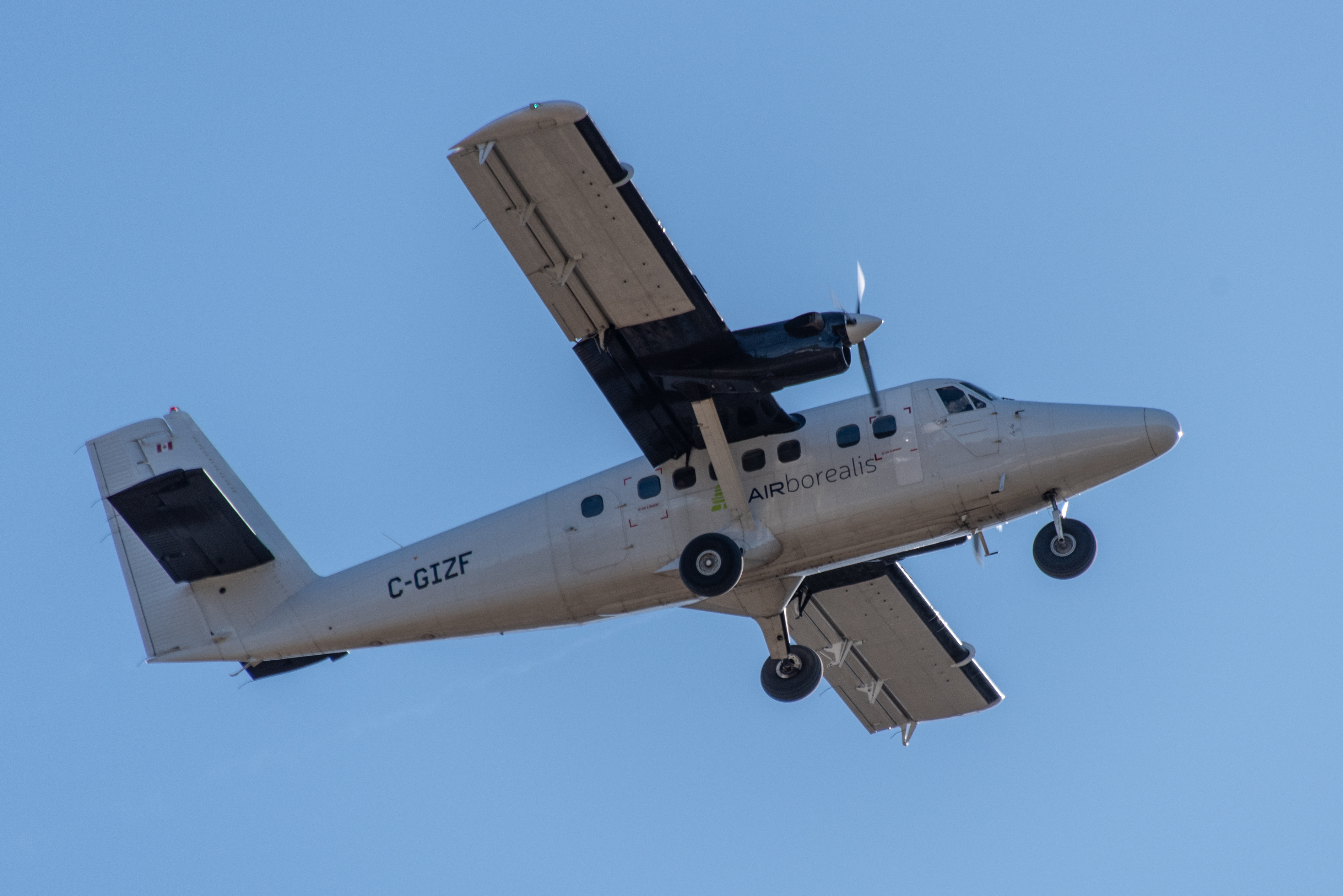
Самолёт DHC-6 Twin Otter авиакомпании Air Borealis вылетает из Нэйна

Авиакомпания Air Borealis, принадлежащая PAL Airlines, выполняет рейсы в Нейн из аэропорта Гуз-Бей на самолётах DHC-6 Twin Otters. Они перевозят пассажиров и грузы, в том числе продукты и почту. Рейс занимает около часа и 15 минут.